# Teatro de Baréin
El teatro de Baréin en su forma actual se originó a principios del siglo XX, después de la introducción de la educación formal en el país. Aunque el teatro de sombras y los espectáculos de títeres ya estaban muy extendidos en Baréin, las obras dramáticas de estilo europeo se introdujeron por primera vez en las escuelas y, con posterioridad, las obras escritas por dramaturgos árabes se incluirían en el plan de estudios escolar. 
A medida que la sociedad civil se interesó más en el teatro y se vio influenciada por artistas como el dramaturgo egipcio Tawfiq al-Hakim y el sirio Saadallah Wannous, Baréin experimentó una época dorada en la década de 1970, con los trabajos de dramaturgos como Ali Al Shargawi, Ebrahim Al-Arrayedh, Aqil Sawar y Yousef al-Hamdan.  El país alberga tres compañías de teatro notables: el Teatro Awal, el Teatro Al-Jazira y el Teatro Al-Sawari. En 2012, se inauguró el Teatro Nacional de Baréin, con capacidad para 1.001 personas.

## Historia
Las excavaciones arqueológicas de sitios que datan de la civilización Dilmun de la Edad del Bronce en Baréin han revelado la existencia de una religión politeísta ritualista que se cree que contenía elementos teatrales. Sin embargo, se tiene información limitada al respecto.  En el siglo VII d. C., Baréin se convirtió al Islam . El Islam no fomentaba la representación humana ni dramática; sin embargo, los acontecimientos de la Ashura inspiraron una forma de expresión dramática llamada Ta'zieh ( en árabe: تعزية‎ ). Estas recreaciones dramáticas transcurren durante el mes islámico de Muharram y conmemoran la batalla de Karbala, en la cual fueron asesinados el Imam Hussain (nieto del profeta Mahoma) y sus acompañantes.  Además, existen dos formas dramáticas relacionadas en el mundo islámico: la Maqama y el teatro de sombras . 
Aparte de esto, otras formas de arte escénico en Baréin incluyeron el teatros de marionetas, popular desde la Edad Media hasta el siglo XVIII. Las obras de teatro europeas llegaron por primera vez al mundo árabe como resultado de la invasión napoleónica de Egipto en 1798. 

### ElsigloXX
El teatro en los Estados árabes del Golfo Pérsico se inició en Kuwait y Baréin a principios del siglo XX.  La primera producción teatral registrada fue Un juez de la voluntad de Dios ( en árabe: القاضي بأمر الله‎ ), que se representó en 1925 en la escuela para niños Hidaya Al-Khalifa en Muharraq .  Como resultado del sistema de educación formal vigente en Baréin, estudiantes y profesores representaron en las escuelas obras escritas por dramaturgos europeos, dramaturgos árabes y, finalmente, bahreiníes. Las obras religiosas, moralistas e históricas fueron escritas principalmente por escritores sirios y egipcios y representadas en la escuela.  Los primeros pioneros acreditados del teatro bareiní fueron los dos poetas Ebrahim Al-Arrayedh y Abdulrahman Almoawda, cuyas obras (década de 1950), se basaban principalmente en personajes y acontecimientos históricos de la historia árabe islámica.  Influenciados por personajes como el dramaturgo egipcio Ahmed Shawqi, ambos escritores escribieron un total de diez obras de teatro; Almoawda basó sus obras en personajes históricos de la historia árabe como Al-Ala'a Al-Hadrami . 
En los años 40, las sociedades literarias comenzaron a expresar interés por el teatro de aficionados, lo que finalmente culminó con el establecimiento de múltiples compañías de teatro y una generación de dramaturgos bareiníes en la década de los 70.  En sus años de formación, el teatro bareiní puso gran énfasis en las obras traducidas de dramaturgos ingleses como Shakespeare; sin embargo, a medida que pasaba el tiempo, adoptó obras de teatro árabes de Egipto y Siria. Finalmente, en la década de 1970 nació un movimiento dramático local. Los escritores notables de esta época incluyen: 
- Ali Al Shargawi (nacido en 1948), que produjo principalmente obras de teatro para niños.
- Aqil Sawar (nacido en 1946), autor y dramaturgo realista de Al-Nawkhidha (1985) y Al Baraha (1990),
- Yousef al-Hamdan (nacido en 1956) fue un dramaturgo experimental y respetado crítico académico que publicó sus memorias Al-Jathoum en 1990.
- Amin Salah (nacido en 1949) fue un novelista y luego dramaturgo que obtuvo reconocimiento tras la reescritura de Romeo y Julieta, titulada Romeo al-Fareeg en 1988. Otras obras suyas fueron sátiras de la actualidad como Al-Jutah, sobre el capitalismo.

La censura era un obstáculo común para los dramaturgos; cualquier contenido considerado políticamente motivado estaba sujeto a censura por parte del gobierno de Baréin, lo que dificultaba resaltar problemas sociales aparentemente apolíticos en las obras. 

### SigloXXI
En noviembre de 2012, se inauguró en Manama el Teatro Nacional de Baréin, con capacidad para 1.001 personas. Con una superficie de 11 869 metros cuadrados (127 756,9 ft²), es el tercer teatro más grande de Medio Oriente . 

## Compañías teatrales
Tradicionalmente, ha habido tres compañías de teatro notables, sin fines de lucro, que operan en Baréin. Reciben subsidios del gobierno de Baréin. 
La compañía Teatro Awal fue fundada en 1970. Es la compañía de teatro más antigua del país y la primera en formarse independientemente de cualquier sociedad civil o club. Con sede en la ciudad de Muharraq, sus actuaciones se llevaban a cabo principalmente en la cercana capital, Manama . Gracias a subvenciones gubernamentales, la compañía de Teatro Awal promovió a dramaturgos y actores locales. Su primera representación fue Kursi Ateeq, en 1970, una obra original escrita por Mohammed Awad. Desde entonces, la compañía ha representado obras árabes regionales e internacionales 
La compañía Teatro Al-Jazira fue establecida en 1971 como una extensión del club Al Jazira e incluía a exmiembros del Teatro Awal. Sus miembros eran semiprofesionales y con frecuencia se formaban en los institutos superiores de arte dramático de Kuwait. Las compañías Awal y Al Jazira actuaban estacionalmente en Baréin y realizaban giras en festivales de teatro por todo el mundo árabe . 
La compañía Teatro Al-Sawari fue fundada por Abdullah al Sawari en 1991. La compañía se centra principalmente en el teatro experimental, adaptando elementos teatrales asiáticos como el Kathakali de la India y el Kabuki de Japón. 